# Turismo Carretera
Turismo Carretera est un championnat automobile argentin de voitures de tourisme, dont la première édition a eu lieu en 1939. C'est le plus ancien championnat de sport automobile encore en activité.

## Historique
Un des premiers vainqueurs de ce championnat fut Juan Manuel Fangio en 1940 et 1941 avant qu'il vienne courir en Europe pour devenir champion de Formule 1.
Depuis le début, trois grandes marques américaines se partagent la majorité des titres : Ford, Chevrolet et Dodge.

## Palmarès
| Saison    | Pilote vainqueur       | Voiture                          |
| --------- | ---------------------- | -------------------------------- |
| 1939      | Ángel Lo Valvo         | Ford V8                          |
| 1940      | Juan Manuel Fangio     | Chevrolet Master                 |
| 1941      | Juan Manuel Fangio     | Chevrolet Master                 |
| 1942-1946 | Non couru              | Non couru                        |
| 1947      | Oscar Alfredo Gálvez   | Ford V8                          |
| 1948      | Oscar Alfredo Gálvez   | Ford V8                          |
| 1949      | Juan Gálvez            | Ford V8                          |
| 1950      | Juan Gálvez            | Ford V8                          |
| 1951      | Juan Gálvez            | Ford V8                          |
| 1952      | Juan Gálvez            | Ford V8                          |
| 1953      | Oscar Alfredo Gálvez   | Ford V8                          |
| 1954      | Oscar Alfredo Gálvez   | Ford V8                          |
| 1955      | Juan Gálvez            | Ford V8                          |
| 1956      | Juan Gálvez            | Ford V8                          |
| 1957      | Juan Gálvez            | Ford V8                          |
| 1958      | Juan Gálvez            | Ford V8                          |
| 1959      | Rodolfo de Álzaga      | Ford V8                          |
| 1960      | Juan Gálvez            | Ford V8                          |
| 1961      | Oscar Alfredo Gálvez   | Ford V8                          |
| 1962      | Dante Emiliozzi        | Ford V8 (La Galera)              |
| 1963      | Dante Emiliozzi        | Ford V8 (La Galera)              |
| 1964      | Dante Emiliozzi        | Ford V8 (La Galera)              |
| 1965      | Dante Emiliozzi        | Ford V8 (La Galera)              |
| 1966      | Juan Manuel Bordeu     | Chevrolet Master (La Coloradita) |
| 1967      | Eduardo Copello        | Prototype Liebre-Torino          |
| 1968      | Carlos Pairetti        | Chevrolet Trueno Naranja         |
| 1969      | Gaston Perkins         | Prototype Liebre-Torino          |
| 1970      | Luis Rubén Di Palma    | Torino 380 W                     |
| 1971      | Luis Rubén Di Palma    | Torino 380 W                     |
| 1972      | Héctor Gradassi        | Ford Falcon                      |
| 1973      | Nasif Estéfano (†)     | Ford Falcon                      |
| 1974      | Héctor Gradassi        | Ford Falcon                      |
| 1975      | Héctor Luis Gradassi   | Ford Falcon                      |
| 1976      | Héctor Luis Gradassi   | Ford Falcon                      |
| 1977      | Juan María Traverso    | Ford Falcon                      |
| 1978      | Juan María Traverso    | Ford Falcon                      |
| 1979/1980 | Francisco Espinosa     | Chevrolet Chevy                  |
| 1980/1981 | Antonio Aventín        | Dodge GTX                        |
| 1982      | Jorge Martínez Boero   | Ford Falcon                      |
| 1983      | Roberto Mouras         | Dodge GTX                        |
| 1984      | Roberto Mouras         | Coupé Dodge GTX                  |
| 1985      | Roberto Mouras         | Coupé Dodge GTX                  |
| 1986      | Oscar Angeletti        | Coupé Dodge GTX                  |
| 1987      | Oscar Castellano       | Coupé Dodge GTX                  |
| 1988      | Oscar Castellano       | Coupé Dodge GTX                  |
| 1989      | Oscar Castellano       | Ford Falcon                      |
| 1990      | Emilio Satriano        | Chevrolet Chevy                  |
| 1991      | Oscar Aventín          | Ford Falcon                      |
| 1992      | Oscar Aventín          | Ford Falcon                      |
| 1993      | Walter Hernández       | Ford Falcon                      |
| 1994      | Eduardo Ramos          | Ford Falcon                      |
| 1995      | Juan María Traverso    | Chevrolet Chevy                  |
| 1996      | Juan María Traverso    | Chevrolet Chevy                  |
| 1997      | Juan María Traverso    | Chevrolet Chevy                  |
| 1998      | Guillermo Ortelli      | Chevrolet Chevy                  |
| 1999      | Juan María Traverso    | Ford Falcon                      |
| 2000      | Guillermo Ortelli      | Chevrolet Chevy                  |
| 2001      | Guillermo Ortelli      | Chevrolet Chevy                  |
| 2002      | Guillermo Ortelli      | Chevrolet Chevy                  |
| 2003      | Ernesto Bessone        | Dodge Cherokee                   |
| 2004      | Omar Martínez          | Ford Falcon                      |
| 2005      | Juan Manuel Silva      | Ford Falcon                      |
| 2006      | Norberto Fontana       | Dodge Cherokee                   |
| 2007      | Christian Ledesma (en) | Chevrolet Chevy                  |
| 2008      | Guillermo Ortelli      | Chevrolet Chevy                  |
| 2009      | Emanuel Moriatis       | Ford Falcon                      |
| 2010      | Agustín Canapino       | Chevrolet Chevy                  |
| 2011      | Guillermo Ortelli      | Chevrolet Chevy                  |
| 2012      | Mauro Giallombardo     | Ford Falcon                      |
| 2012      | Diego Aventín          | Ford Falcon                      |
| 2014      | Matías Rossi           | Chevrolet Chevy                  |
| 2015      | Omar Martínez          | Ford Falcon                      |
| 2016      | Guillermo Ortelli      | Chevrolet Chevy                  |
| 2017      | Agustín Canapino       | Chevrolet Chevy                  |
| 2018      | Agustín Canapino       | Chevrolet Chevy                  |
| 2019      | Agustín Canapino       | Chevrolet Chevy                  |
| 2020      | Mariano Werner         | Ford Falcon                      |
| 2021      | Mariano Werner         | Ford Falcon                      |